# Jewhen Alipow
Jewhen Leonidowycz Alipow, ukr. Євген Леонідович Аліпов; ros. Евгений Леонидович Алипов – Jewgienij Leonidowicz Alipow (ur. 2 lub 12 września 1965 w Wołżskim) – ukraiński hokeista, reprezentant Ukrainy. Trener hokejowy.

## Kariera zawodnicza
- Sokił Kijów (1983-1993)
- Tysovia Tychy (1993-1994)
- HC Oceláři Trzyniec (1994-1995)
- HC Hawierzów (1995-1999)
- HC Slezan Opava (1999-2000)
- Berkut Kijów (2000-2002)
- Sokił Kijów (2002-2003)
- Hull Stingrays (2003-2005)
- CSM Dunărea Galați (2005/2006)
- Dnieprowskije Wołki Dniepropietrowsk (2005/2006)
- ATEK Kijów (2006-2007)

Kształcił się w hokeju w Kijowie. Występował w klubach ligi radzieckiej, 1. ligi czeskiej, ligi ukraińskiej, brytyjskiej British National League (BNL). Ponadto grał w lidze polskiej: w Tychach w sezonie 1993/1994 (w tym czasie wspólnie z nim w tej drużynie występował inny Ukrainiec, Jewhen Brul).
Został reprezentantem Ukrainy. Uczestniczył w turniejach mistrzostw świata w 1996 (Grupa C).

## Kariera trenerska
- Sokił Kijów (2009-2010), asystent trenera
- Kompańjon Kijów (2010-2014), asystent trenera[3]
- Reprezentacja Gruzji (2012-2015), główny trener
- Sokił Kijów do lat 20 (2014-2015), asystent trenera
- Kompańjon Kijów (2015/2016), asystent trenera → główny trener
- Kompańjon Kijów (2015-), asystent trenera
- Reprezentacja Ukrainy do lat 18 (2015/2016), główny trener
- Ukrainoczka Kijów (2016-2018), główny trener
- Kryżani Wowky Kijów (2020-), trener w sztabie
- Reprezentacja Ukrainy kobiet (2020-), główny trener

Pod koniec kariery zawodniczej został trenerem. W lutym 2010 został szkoleniowcem reprezentacji Gruzji, którą prowadził na turniejach mistrzostw świata w 2013, 2014, 2015. Został asystentem trenera w Kompańjonie Kijów. Od listopada 2015 trener kadry narodowej Ukrainy do lat 18, którą prowadził na turnieju mistrzostw świata juniorów do lat 18 w 2016. W sezonie 2015/2016 pracował także trener drużyny młodzieżowej Kryżynka Kijów. W 2016 został trenerem żeńskiej drużyny Ukrainoczka Kijów. Pod koniec grudnia 2020 ogłoszono, że dołączył do sztabu zespołu Kryżani Wowky Kijów. Od 2020 główny trener seniorskiej reprezentacji Ukrainy kobiet.

## Sukcesy
Zawodnicze klubowe
- Brązowy medal mistrzostw ZSRR: 1985 z Sokiłem Kijów
- Finał Pucharu Spenglera: 1986 z Sokiłem Kijów
- Puchar Tatrzański: 1989 z Sokiłem Kijów
- Brązowy medal Wschodnioeuropejskiej Ligi Hokejowej: 2003 z Sokiłem Kijów
- Złoty medal mistrzostw Ukrainy: 1993 z Sokiłem Kijów, 2000, 2001, 2002 z Berkutem Kijów, 2003 z Sokiłem Kijów, 2007 z ATEK Kijów
- Złoty medal 1. ligi: 1995 z Oceláři Trzyniec
- Awans do ekstraligi: 1995 z Oceláři Trzyniec
- Złoty medal Wschodnioeuropejskiej Hokejowej Ligi; 2000, 2001 z Berkutem Kijów
- Brązowy medalista mistrzostw Ukrainy: 2006 z Dniprowśkimi Wowkami Dniepropetrowsk

Trenerskie klubowe
- Złoty medal mistrzostw Ukrainy: 2010 z Sokiłem Kijów, 2014 z Kompańjonem Kijów
- Brązowy medalista mistrzostw Ukrainy: 2011 z Kompańjonem Kijów
- Srebrny medal mistrzostw Ukrainy: 2013 z Kompańjonem Kijów